# Dolmen de Montsabert
Le dolmen de Montsabert, appelé aussi dolmen de la Caillère ou Cave Cinq pierres (St-Pierre), est un dolmen situé à Coutures, dans le département français de Maine-et-Loire en France.

## Description
La chambre de forme carrée est délimitée par quatre orthostates. L'entrée est située côté sud. Le dolmen ayant été réutilisé, elle est désormais maçonnée et comporte un petit escalier pour accéder à l'intérieur de la chambre. Selon Bodin, le dolmen comportait probablement une antichambre désormais disparue. Curieusement, cet édifice étaient considéré comme détruit et ne fut redécouvert qu'en 1931 par J. et C. Fraysse.